# Печенников, Валерий Андреевич
Валерий Андреевич Печенников (25 января 1941, Костюковичский район Могилевской области — 24 октября 2015, Минск) — председатель Минского городского исполнительного комитета с августа 1983 года по декабрь 1985 года.

## Биография
Трудовой путь начал в 1957 году плотником в строительной организации. После службы в Советской Армии учился в Минском радиотехническом институте (современный БГУИР), избирался секретарем комитета комсомола этого же института, потом — первым секретарем Советского райкома комсомола г. Минска.
С 1972 года — на партийной работе.
С августа 1983 года по декабрь 1985 года возглавлял Минский городской исполнительный комитет. С декабря 1985 года первый секретарь Минского горкома КПБ. С 28 июля 1986 года до 1991 секретарь ЦК КПБ по идеологии.